# Mastachopardia mirei
Mastachopardia mirei är en insektsart som beskrevs av Marius Descamps 1973. Mastachopardia mirei ingår i släktet Mastachopardia och familjen Euschmidtiidae. Inga underarter finns listade i Catalogue of Life.